# 贝纳阿杜斯
贝纳阿杜斯，是西班牙安达卢西亚自治区阿尔梅里亚省的一个市镇。 总面积17km2, 总人口2844人（2001年），人口密度167人/km2。